# Château le Tourillon
Le château le Tourillon  est un édifice situé à Charmeil, en France.

## Localisation
Le château est situé sur le territoire de la commune de Charmeil, dans le département de l'Allier, en région Auvergne-Rhône-Alpes. 

## Description
Le château le Tourillon se compose d’un sous-sol, d’un étage carré et étage de comble. Le gros-œuvre est en pierre, pisé et enduit, avec élévation à travées surmontée d’un toit conique, toit à longs pans brisés et toit en pavillon recouverts d’ardoise.

## Historique
Le château est construit sur un emplacement vierge de constructions pour Jules Antoine Breynat de Saint-Véran (1821-1910), ancien préfet, à la fin du XIXe ; vendu dans la deuxième moitié du XXe siècle, il est toujours habité.
Il est recensé à l'inventaire général du patrimoine culturel,. 